# Diaphoromyrma sofiae
Diaphoromyrma sofiae được phát hiện và miêu tả bởi Fernandez, F., Delabie, J. H. C. & do Nascimento, I. C. năm 2009.